# Wellsville (Kansas)
Wellsville – miasto położone w Hrabstwie Franklin.